# Sjeverna ekvatorska struja
Sjevernoekvatorska struja je topla morska struja koja se pojavljuje u Tihom, Atlantskom i Indijskom oceanu.
U Pacifiku struja nastaje skretanjem Kalifornijske struje i teče prema zapadu na udaljenosti od 10° do 20° stupnjeva sjeverno od ekvatora. Kod istočne obale Filipina skreće prema sjeveru i nastavlja teći kao Kurošio struja.
U Atlantiskom oceanu, Sjeverna ekvatorska struja nastavak je Kanarske struje. Teče prema zapadu između 10° i 30° sjeverne zemljopisne širine i nakon što stigne do Karipskih otoka, skreće prema sjeveru i postaje Antilska struja. Zajedno s Floridskom strujom koja južno od Floride napušta Meksički zaljev, ove dvije struje izvor su Golfske struje. Na istočnoj strani, Sjeverna ekvatorska struja sudara se s Južnom ekvatorskom strujom kod rta Almadiesa.
U Indijskom oceanu smjer Sjeverne ekvatorske struje ovisi o godišnjem dobu. U zimskim mjesecima u vrijeme sjeveroistočnog monsuna to je slaba morska struja koja teče prema zapadu uz ekvator. U ljetnim mjesecima, kad traje jugozapadni monsun, rađa se kao snažna Somalijska struja koja prvo teče uz afričku obalu a onda skreće na istok i protiče pored Indije.
vidjeti i: Termohalinska cirkulacija

## Vanjske poveznice
- Shematski prikaz važnijih morskih struja